# Tim Maia (álbum de 1973)
Tim Maia é o quarto álbum de estúdio do cantor e compositor brasileiro Tim Maia, lançado pela gravadora Phonogram, através do selo Polydor, em julho de 1973. As gravações foram realizadas nos estúdios CBD, no Rio de Janeiro, entre março e julho do mesmo ano. O álbum é considerado um dos grandes momentos da carreira de Tim Maia e traz dois grandes sucessos: "Réu Confesso", do próprio cantor carioca, e "Gostava Tanto de Você", de Edson Trindade.

## Antecedentes
Após o lançamento do seu último disco, Tim comprou um terreno enorme perto do Quilombo de Sacopã, no morro de mesmo nome e com vista para a Lagoa Rodrigo de Freitas, bem no lugar onde a rua mudava de nome para Vitória Régia. Lá, Maia construiu uma casa de madeira de dois cômodos para ser a sede da sua editora musical e local ensaio de sua banda, batizadas ambas de "Seroma", iniciais de seu nome. Ali, Tim passou a ensaiar dia e noite o que viria a ser o repertório do seu novo álbum com uma grande quantidade de músicos que íam e vinham.

## Gravação e produção
As gravações começaram em março de 1973 e foram finalizadas em julho, nos estúdios CBD, no Rio de Janeiro. Os músicos, em geral, eram os mesmos que vinham acompanhando Maia nos seus últimos discos, com uma ou outra adição devido a ausência de alguém que tinha problemas de agenda por estar gravando ou tocando com outros artistas: os músicos que acompanhavam Tim foram tornando-se requisitados músicos de estúdio.

## Resenha musical
O lado A abre com "Réu Confesso", samba-soul que foi um dos grandes sucessos do disco e no qual Tim faz um balanço de seu relacionamento com Janete. Em seguida, outros dois sambas-soul, "Compadre" e "Over Again", que começam como baladas e vão crescendo para tornarem-se dançantes. Deste lado do disco, temos, também, "O Balanço" que é um funk rápido com solo de guitarra e de órgão elétrico e que foi objeto de covers pela Funk Como Le Gusta e pela Nação Zumbi. Fechando o lado, vêm "New love", que foi composta em 1963 com o americano Roger Bruno, vocalista do grupo The Ideals. Tim (na época conhecido como Jim) integrou  essa banda no tempo em viveu nos Estados Unidos. O grupo gravou um compacto, que teve a participação do percussionista Milton Banana e do contrabaixista de jazz Don Payne. Entretanto, o brasileiro foi deportado no ano seguinte por porte de maconha e perdeu o contato com os membros do grupo. Curiosamente, o álbum contou com a presença de dois amigos de Roger Bruno, o casal Paul e Sheila Smith nos vocais de apoio da primeira faixa do disco. Bruno, àquela altura, não sabia que Tim Maia e Jim eram a mesma pessoa.
O lado B abre com um funk arrasa-quarteirão cantado em inglês "Do Your Thing, Behave Yourself". Na sequência, vem "Gostava Tanto de Você", composta por um velho amigo de Tim, Edson Trindade - que havia integrado o grupo Tijucanos do Ritmo, banda onde Tim Maia tocava bateria nos anos 50. O significado desta canção e a pessoa a quem ela se refere foram fontes de controvérsia, com alguns dizendo que a canção fora composta por Edson em homenagem à sua filha que havia falecido. Entretanto, com base na autobiografia de Erasmo Carlos e em pesquisa independente, ficou estabelecido que a canção foi composta na década de 1950 para uma ex-namorada de Edson, que não gostava que ele integrasse o grupo The Snakes e acabou virando sua esposa.

## Lançamento e recepção
O álbum foi lançado em julho de 1973 pela gravadora Phonogram, através do selo Polydor. Bem divulgado e com a excelente execução nas rádios do país de "Gostava Tanto de Você" e "Réu Confesso" , o disco vendeu muito bem, no mesmo nível dos dois primeiros. Na imprensa, a grande notícia foi a sua saída da Polydor após Maia exigir que seu próximo álbum fosse um disco duplo.

## Faixas
Todas as faixas escritas e compostas por Tim Maia, exceto onde indicado. 
| Lado A |                                |                        |         |  |
| N.º    | Título                         | Compositor(es)         | Duração |  |
| 1.     | "Réu Confesso"                 |                        | 3:37    |  |
| 2.     | "Compadre"                     |                        | 2:51    |  |
| 3.     | "Over Again"                   |                        | 3:20    |  |
| 4.     | "Até Que Enfim Encontrei Você" |                        | 1:44    |  |
| 5.     | "O Balanço"                    |                        | 3:29    |  |
| 6.     | "New Love"                     | Roger Bruno / Tim Maia | 3:57    |  |

| Lado B         |                                  |                |         |  |
| N.º            | Título                           | Compositor(es) | Duração |  |
| 1.             | "Do Your Thing, Behave Yourself" |                | 3:06    |  |
| 2.             | "Gostava Tanto de Você"          | Edson Trindade | 4:16    |  |
| 3.             | "Música no Ar"                   |                | 2:39    |  |
| 4.             | "A Paz no Meu Mundo É Você"      | Dom Mita       | 3:08    |  |
| 5.             | "Preciso Ser Amado"              |                | 2:53    |  |
| 6.             | "Amores"                         |                | 2:46    |  |
| Duração total: | Duração total:                   | Duração total: | 37:46   |  |

## Créditos
Créditos dados pela página SoulArt e por Nelson Motta.

### Músicos
- Vocal: Tim Maia
- Vocais de apoio: Paulo Smith, Sheila Smith, Gracinha Leporace, Edinho do Gantois, Cassiano, Amaro, Tim Maia
- Violão: Tim Maia e Edson Trindade
- Violão de 12 cordas: Neco
- Guitarra elétrica: Paulinho Guitarra
- Piano: Cidinho Teixeira
- Órgão elétrico: Pedrinho
- Trompete: Waldir Arouca Barros, José G. Amorim
- Saxofone tenor: Aurélio Marcos
- Saxofone barítono: Maurilho Faria
- Trombone: Ed Maciel
- Trompas: Znedek Suab, Carlos Gomes
- Baixo elétrico: Barbosa Neto e Tim Maia
- Conga e tumbadora: Dinho Leme
- Ganzá e tamborim: Roberto
- Cowbell: Dom Mita
- Bateria: Myro

### Ficha técnica
- Produção: Tim Maia
- Arranjos: Tim Maia (arranjos de base), Waldir Arouca Barros (metais e cordas)
- Mixagem: Ary Carvalhães e Tim Maia
- Engenheiros de som: Ary Carvalhães, Jayro Gualberto, Luiz Claudio Coutinho, João Moreira e Paulo Sérgio
- Masterização: Joaquim Figueira
- Fotografia: Ricardo De Vicq